# Beta Israel

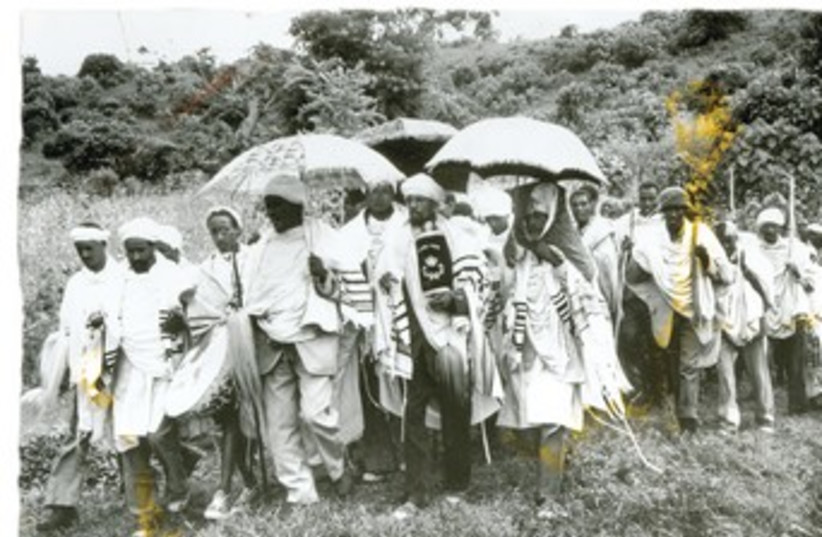
Judeus Falashim, 1900

Beta Israel ou judeus etíopes, por vezes referidos, inapropriadamente, como Falashim  ou Falashas, são uma comunidade judaica coalescida na área do Axum e do Império Etíope (Habesha ou Abissínia), atualmente dividida entre as regiões de Amara e Tigré.
Essa comunidade vivia no norte e noroeste da Etiópia, em mais de 500 aldeias espalhadas por um vasto território, entre as populações predominantemente cristãs e muçulmanas. A maior parte concentrava-se na área em torno do lago Tana e mais ao norte, na região de Tigré, entre os distritos de Wolqayit, Shire, Tselemt e Gondar e entre as províncias de Semien, Dembia, Segelt, Quara, e Belesa.
Beta Israel fez contato com outras comunidades judaicas no final do século XX. Após intensos debates constitucionais e envolvendo o Halachá – a lei judaica –, as autoridades  israelenses decidiram, em 14 de março de 1977, que a Lei do retorno se aplicava também a Beta Israel. O governo de Israel e o governo dos Estados Unidos montaram operações aliyah para transportar os judeus etíopes para Israel. Essas atividades incluíram, no Sudão, entre 1979 e 1985, a Operação Irmãos, a Operação Moisés e a Operação Josué; em 1991, a partir de Addis Ababa, a Operação Salomão.
Os Falash Mura são os descendentes da Beta Israel que se converteram ao cristianismo. Alguns estão retornando às práticas do judaísmo Halcá e vivendo juntos em comunidades. Os líderes espirituais  da Beta Israel, incluindo o kes Raphael Hadane, têm defendido a aceitação dos Falash Mura como judeus. O governo israelense decidiu, em resolução de 2003, que os descendentes da linhagem de mães judias têm o direito de emigrar para Israel, com base no direito de retorno, mas só podem se tornar cidadãos se formalmente se converterem ao judaísmo ortodoxo. Tal resolução foi alvo de controvérsias na sociedade israelense.
Em 2009, dos 119 500 judeus etíopes residentes em Israel, muitos já eram nascidos no país. 38 500 ou 32% dos membros da comunidade tinham pelo menos um dos pais nascido na Etiópia.